# Lucan (Minnesota)
Lucan – miasto w Stanach Zjednoczonych, w stanie Minnesota, w hrabstwie Redwood.